# آهای، پدر!
آهای، پدر! (انگلیسی: Hey, Pop!) یک فیلم کوتاه کمدی پیشا-کد به کارگردانی آلفرد جی. گلدینگ است که در سال ۱۹۱۳ منتشر شد. از بازیگران فیلم می‌توان به راسکو آرباکل و هرشل مایال اشاره کرد.